# 시장사회주의
시장사회주의(市場社會主義, 영어: Market Socialism)는 시장 경제의 틀에서 생산 수단의 공공, 협동 또는 사회적 소유권을 포함하는 경제 시스템 유형 또는 노동자 소유, 국유화 및 개인 소유 기업이 혼합되어 포함된 경제 시스템이다. 핵심 아이디어는 자본주의에서와 마찬가지로 기업이 이윤을 위해 경쟁하지만 그 기업에서 일하는 사람들이 "소유하거나 최소한 지배"하게 된다는 것이다. 시장 사회주의는 시장 메커니즘이 자본재와 생산 수단의 할당에 활용된다는 점에서 비시장 사회주의와 다르다. 시장 사회주의의 특정 모델에 따라 사회적으로 소유된 기업이 창출한 이윤(즉, 기업 확장에 재투자되지 않은 순수익)은 직원에게 직접 보상하거나 공공 재정의 원천으로 사회 전반에 발생하거나 사회적 배당금으로 인구 사이에 분배된다.
시장사회주의는 배타적이지 않지만 일부 시장 사회주의 모델은 혼합 경제와 달리 완전하고 자율적 인 시스템이기 때문에 혼합 경제의 개념과 구별 될 수 있다. 시장사회주의는 또한 자본주의 시장 경제 내에서 실행되는 사회민주주의 정책과 대조된다. 사회민주주의가 세금, 보조금, 사회복지 프로그램과 같은 정책 수단을 통해 더 큰 경제적 안정과 평등을 달성하는 것을 목표로 한다면 시장 사회주의는 기업 소유제도 및 경영 패턴의 변화를 통해 유사한 목표를 달성하는 것을 목표로 한다.
시장사회주의의 초기 모델은 고전 경제학 이론에 뿌리를 두고 있다. 그러한 제안의 목적은 개인 이 노동의 전체 산물을 받을 수 있도록 함으로써 착취를 제거하는 동시에 소수의 사유 재산 소유자에게 소유권과 부를 집중시키는 시장 왜곡 효과를 제거하는 것이었다. 이러한 시장 사회주의의 초기 옹호자들 중에는 리카도식 사회주의 경제학자들과 상호주의 철학자들이 있었지만 "시장사회주의"라는 용어는 1920년대 사회주의 계산 논쟁 중에 등장했다.
때때로 "시장사회주의"로 설명되지만 랑게 모델 은 중앙 계획 위원회가 요소 시장 거래를 시뮬레이션하여 투자 및 자본재를 할당하는 반면 시장은 노동 및 소비재를 할당하는 시장 시뮬레이션 계획의 한 형태이다. 이 체계는 사회주의 경제가 자연적 단위의 계산에 기초하거나 경제 조정을 위한 연립방정식의 해를 통해서도 작동할 수 없다고 믿었던 사회주의 경제학자들에 의해 고안되었다.

## 이론적인 역사

### 고전경제학
시장사회주의의 핵심 이론적 토대는 다른 생산 방식에 존재하는 잉여 가치의 몰수를 부정하는 것이다. 시장을 선호하는 사회주의 이론은 생산 수단에 대한 공적 소유 또는 상호 소유가 결합된 자유 시장을 옹호한 리카도 사회주의자 와 아나키스트 경제학자로 거슬러 올라간다.
초기 시장사회주의의 지지자들은 리카드식 사회주의 경제학자, 고전적 자유주의 철학자 존 스튜어트 밀, 무정부주의 철학자 피에르 조제프 프루동을 포함한다. 이러한 사회주의 모델 은 착취, 사유 재산, 소외된 노동으로 인한 왜곡 을 제거 하여 시장 메커니즘과 자유 가격 체계를 완성 하거나 개선 하는 것을 수반 했다.
이러한 형태의 시장사회주의는 계획자를 포함하지 않기 때문에 자유시장사회주의라고 불린다.

#### 존 스튜어트 밀
존 스튜어트 밀의 초기 경제 철학은 자본주의적 자유시장을 중시하는 입장이었으나, 점차 사회주의적 성향으로 전환되어 갔다. 그는 『정치경제학 원리』에 사회주의적 관점을 옹호하는 여러 장들을 추가하며 일부 사회주의 원인을 변호하였다. 그는 또한 이 개정판에서 전체 임금 시스템을 폐지하고 협동 조합 임금 시스템을 만들자는 급진적인 제안을 하기도 하였다.
인류가 계속해서 개선된다면 결국 우세해질 것으로 예상되는 연합 형태는 자본가가 수장이고 노동자들은 경영에 발언권이 없는 사이에서 존재할 수 있는 것이 아니라 노동자들이 평등한 조건 하에 연합하여, 공동으로 사업을 수행하는 자본을 소유하고, 그들 스스로 선출하고 해임할 수 있는 관리자의 지휘 아래 일하는 것이다.— John Stuart Mill, Principles of Political Economy, Book IV, Ch. 7

그는 후기 사상에서 기존의 자본주의 기업의 고용-임금관계가 아닌 개방적인 시장에서 노동자들이 자주적으로 운영하는 기업들에 의한 경제라는 협동조합적 경제질서를 주장하였다.

#### 상호주의
피에르 조제프 프루동은 기존 재산권, 보조금, 기업, 은행 및 임대료의 합법성을 공격하는 상호주의라는 이론 시스템을 개발했다. 프루동은 사람들이 임금 노예 제도를 부정하고 동등한 권한으로 시장에 진입할 수 있는 분권화된 시장을 상상했다. 지지자들은 협동조합, 신용협동조합 및 기타 형태의 노동자 소유가 국가에 종속되지 않고 실행 가능해질 것이라고 믿다. 시장 사회주의는 또한 자유 시장이 노동자를 돕고 자본가를 약화시킨다고 주장하는 일부 개인주의적 아나키스트 작품을 설명하는 데 사용되었다.

#### 미국의 개인주의적 아나키즘
미국의 아나키스트 역사학자 유니스 미넷 슈스터(Eunice Minette Schuster)는 다음과 같이 지적한다. “프루동주의적 아나키즘은 최소한 1848년에는 이미 미국에서 찾아볼 수 있었으며, 그것이 조시아 워런(Josiah Warren)과 스티븐 펄 앤드루스의 개인주의적 아나키즘과의 연관성을 스스로 인식하지는 못하고 있었다. […] 윌리엄 B. 그린은 이러한 프루동주의적 상호주의를 가장 순수하고 체계적인 형태로 제시했다.” 조시아 워런은 일반적으로 최초의 미국 아나키스트로 인정되며, 그가 1833년에 편집한 4면짜리 주간지 《평화로운 혁명가》(The Peaceful Revolutionist)는 최초의 아나키즘 정기간행물로 평가되며, 워런은 이를 위해 직접 인쇄기를 제작하고 활자를 주조했고, 인쇄판까지 손수 만들어 사용했다.
워런은 로버트 오언을 추종하여 인디애나주 뉴하모니의 오언 공동체에 합류했다. 그는 “가격의 한계는 비용(cost the limit of price)”라는 구절을 만들어냈는데, 여기서 ‘비용’이란 화폐로 지불한 금액이 아니라 한 물품을 생산하는 데 투입된 노동을 의미한다. 이에 따라 “그는 노동자가 수행한 시간만큼을 표시한 증서를 임금으로 지급하는 시스템을 제안했다. 그들은 해당 증서를 지역의 ‘타임 스토어(time store)’에서 동일한 노동 시간이 소요된 물품과 교환할 수 있었다”. 그는 자기 이론을 시험하기 위해 ‘노동 대 노동 상점’인 신시내티 타임 스토어(Cincinnati Time Store)를 설립하여, 노동 이행을 담보로 한 어음으로 거래를 진행했다. 상점은 성공적으로 운영되어 3년 동안 존속했으나, 워런은 상호주의 (경제이론)에 기반한 새로운 공동체를 세우기 위해 이를 폐점했다. 그가 세운 공동체에는 유토피아(Utopia)와 모던 타임스(Modern Times)가 포함된다. 워런은 스티븐 펄 앤드루스(Stephen Pearl Andrews)의 1852년 저서 『사회의 과학(The Science of Society)』이 자신의 이론을 가장 명확하고 완전하게 설명한 저술이라고 평가했다.
이후에 벤저민 터커(Benjamin Tucker)는 조시아 워런과 피에르-조제프 프루동의 경제사상을 융합하여 『리버티(Liberty)』에 발표하면서 이를 “아나키즘적 사회주의”(Anarchistic-Socialism)라고 불렀다. 터커는 다음과 같이 말했다: “한 계급의 사람들은 생계를 위해 자신의 노동을 팔도록 의존하는 반면, 또 다른 계급의 사람들은 노동이 아닌 무언가를 팔 법적 특권을 부여받아 노동의 필요성에서 해방되어 있다. […] 나는 이러한 상태에 누구보다 강하게 반대한다. 그러나 특권을 제거하는 순간 […] 모든 이는 동료 노동자들과 교환하는 노동자가 될 것이다. […] 아나키즘적 사회주의가 폐지하려는 것은 고리대(高利貸: usury)다 […] 그것은 자본이 보상을 얻는 것을 박탈하고자 한다.” 미국의 개인주의 아나키스트들, 특히 터커는 자신들을 경제적으로는 시장사회주의자이며 정치적으로는 개인주의자라고 보았고, 그들의 “아나키즘적 사회주의” 또는 “개인주의 아나키즘”이 “일관된 맨체스터주의”(consistent Manchesterism)라고 주장했다. 좌파 시장아나키즘은 이러한 시장사회주의 이론을 부활시켜 발전시킨 현대 자유시장 아나키즘의 한 분파이다,

### 신고전주의 경제학
20세기 초에 신고전파 경제 이론은 시장 사회주의의 보다 포괄적인 모델에 대한 이론적 토대를 제공했다. 사회주의의 초기 신고전파 모델에는 파레토 효율성을 달성하기 위해 가격을 한계 비용과 동일하게 설정하는 중앙 계획 위원회(CPB)의 역할이 포함되었다. 이러한 초기 모델은 재래식 시장에 의존하지 않았지만 금융 가격과 계산의 활용으로 인해 시장 사회주의자로 분류되었다. 시장 사회주의에 대한 대안적 개요는 사회적으로 소유된 기업이나 생산자 협동조합이 수익성 기준에 따라 자유 시장 내에서 운영되는 모델을 포함한다. 미국 신고전파 경제학자들이 제안한 최근 모델에서 생산 수단의 공적 소유는 자본 의 공적 소유와 투자의 사회적 통제를 통해 달성된다.
신고전주의적 사회주의의 초기 모델은 레옹 발라스, 엔리코 바로네 (1908) 및 오스카르 랑게 (c. 1936)에 의해 개발되었다. 랑게와 테일러 (1929)는 중앙 계획 위원회가 "시행 착오"를 통해 가격을 책정하고 자유 가격 메커니즘 에 의존하기보다 부족과 잉여가 발생하면 조정을 한다고 제안했다. 부족하면 가격이 인상된다. 잉여가 있으면 가격이 낮아질 것이다. 가격을 인상하면 기업이 이익을 늘리려는 열망에 따라 생산량을 늘리고 부족을 해소할 수 있다. 가격을 낮추면 기업이 손실을 방지하기 위해 생산량을 줄여 잉여를 제거할 수 있다. 따라서 랑게가 생각한 시장 메커니즘의 시뮬레이션이 수요와 공급을 효과적으로 관리할 수 있을 것이라고 생각했다.
H. D. 디킨슨은 시장 사회주의의 한 형태를 제안하는 두 개의 기사, 즉 "사회주의 공동체의 가격 형성"( 경제 저널 1933)과 "사회주의 경제의 문제"( 경제 저널 1934)를 발표했다. 디킨슨은 사회주의 경제의 문제가 중앙 계획 기관에 의해 해결될 수 있는 수학적 솔루션을 제안했다. 중앙 기관은 경제에 대한 필요한 통계와 생산을 지시하기 위해 통계를 사용할 수 있는 능력을 가질 것이다. 경제는 방정식 시스템으로 나타낼 수 있다. 이러한 방정식에 대한 솔루션 값은 한계 비용 및 직접 생산으로 모든 상품의 가격을 책정하는 데 사용할 수 있다.
체코 태생의 야로슬라프 바네크(Jaroslav Vaněk)와 크로아티아 태생의 브랑코 호르바트(Branko Horvat)를 포함하여 구 유고슬라비아에서 활동한 경제학자들은 일리리안 모델이라고 불리는 시장 사회주의 모델을 장려했다. 공개 시장과 자유 시장에서 서로.
20세기 후반의 미국 경제학자들은 쿠폰 사회주의(분석적 마르크스주의 경제학자 en:John Roemer )와 경제민주주의 (철학자 en:David Schweickart )와 같은 모델을 기반으로 개발했다.
Pranab Bardhan과 John Roemer는 자본금의 일부를 시민들에게 균등하게 분배하는 주식 시장이 있는 시장 사회주의의 한 형태를 제안했다. 이 주식 시장에서는 자본 소유의 집중과 관련된 부정적인 외부 효과로 이어지는 주식의 매매가 없다.

## 같이 보기
- 협동조합
- 지도주의
- 사원주주회사
- 자유사회주의
- 상호주의 (경제이론)
- 새로운 경제 매커니즘
- 사회적 시장경제
- 생산수단의 사회화
- 사회주의 지향 시장 경제
- 티토주의